# Giraltovce
Giraltovce (in ungherese Girált) è una città della Slovacchia facente parte del distretto di Svidník, nella regione di Prešov.